# Thymus pavlovii
Thymus pavlovii là một loài thực vật có hoa trong họ Hoa môi. Loài này được Serg. miêu tả khoa học đầu tiên năm 1953.